# Papp Eszter
Papp Eszter (Szombathely, 1989. szeptember 12. –) válogatott labdarúgó, kapus.

## Pályafutása

### Klubcsapatban
A Viktória FC csapatában kezdte a labdarúgást. 2004-ben mutatkozott be az élvonalban. A szombathelyi csapattal két alkalommal nyert magyar bajnokságot és kupát.

### A válogatottban
2008 és 2012 között hat alkalommal szerepelt a magyar válogatottban.

## Sikerei, díjai
- Magyar bajnokság
  - bajnok: 2003–04, 2008–09
  - 2.: 2004–05, 2006–07, 2007–08, 2009–10, 2010–11, 2011–12
  - 3.: 2005–06, 2012–13
- Magyar kupa
  - győztes: 2008, 2009, 2011
  - döntős: 2012[1]

## Statisztika

### Mérkőzései a válogatottban
| Magyarország | Magyarország        | Magyarország         | Magyarország  | Magyarország | Magyarország | Magyarország | Magyarország | Magyarország |
| #            | Dátum               | Helyszín             | Hazai         | Eredmény     | Vendég       | Kiírás       | Gólok        | Esemény      |
| ------------ | ------------------- | -------------------- | ------------- | ------------ | ------------ | ------------ | ------------ | ------------ |
| 1.           | 2008. május 28.     | Arad, Városi Stadion | Románia       | 3 – 1        | Magyarország | Eb-selejtező | -            |              |
| 2.           | 2009. június 3.     | Ptuj                 | Szlovénia     | 2 – 5        | Magyarország | barátságos   | -            | 46'          |
|              | 2009. június 30.    | Belgrád (SRB)        | Franciaország | 3 – 0        | Magyarország | Universiade  | -            |              |
|              | 2009. július 2.     | Belgrád (SRB)        | Magyarország  | 2 – 3        | Írország     | Universiade  | -            |              |
|              | 2009. július 4.     | Belgrád (SRB)        | Magyarország  | 1 – 1        | Japán        | Universiade  | -            |              |
|              | 2009. július 6.     | Belgrád              | Szerbia       | 5 – 0        | Magyarország | Universiade  | -            | 82'          |
| 3.           | 2010. február 23.   | Hódmezővásárhely     | Magyarország  | 1 – 0        | Szerbia      | barátságos   | -            |              |
| 4.           | 2011. április 13.   | Szenc                | Szlovákia     | 2 – 4        | Magyarország | barátságos   | -            | 46'          |
| 5.           | 2011. augusztus 23. | Arad                 | Románia       | 4 – 2        | Magyarország | barátságos   | -            |              |
| 6.           | 2012. augusztus 24. | Ópazova              | Szerbia       | 2 – 3        | Magyarország | barátságos   | -            | 83'          |
|              | Összesen            |                      |               | 6            | mérkőzés     |              | 0            | gól          |